# 唇指䱵屬
唇指䱵屬（學名：Cheilodactylus）為日鱸目唇指䱵科一屬，過去曾經同科的大多數屬種都被重新安置到婢䱵科（Latridae）之中，所以本屬現成了唇指䱵科唯一有效的屬。

## 分類
本屬過去曾一度包含約20個物種，但後來被發現是個并系群，其中大部份物種被重新安置到婢䱵科的鷹䱵屬（Goniistius）之下。
本屬目前僅剩3個有效的受承認物種，如下：
- 條紋唇指䱵 Cheilodactylus fasciatus  Lacépède, 1803
- 雜色唇指䱵 Cheilodactylus variegatus  Valenciennes, 1833
- 黑帶唇指䱵 Cheilodactylus pixi  M. M. Smith（英语：Margaret Mary Smith）, 1980

- 黑帶唇指䱵 C. pixi
- 條紋唇指䱵 C. fasciatus
- 雜色唇指䱵 C. variegatus